# Laprugne
Laprugne település Franciaországban, Allier megyében. Lakosainak száma 310 fő (2022. január 1.). Laprugne La Chabanne, Ferrières-sur-Sichon, Lavoine, Saint-Nicolas-des-Biefs, Arcon, Cherier, Saint-Priest-la-Prugne, La Tuilière és Les Noës községekkel határos.

## Népesség
A település népességének változása:
| Lakosok száma | 1415 | 560  | 509  | 370  | 328  | 319  | 317  | 313  | 314  | 310  |
|               | 1968 | 1982 | 1990 | 2006 | 2013 | 2015 | 2017 | 2019 | 2020 | 2022 |